# Campionatul European de Scrimă din 2008
Campionatul European de Scrimă din 2008  s-a desfășurat în perioada 5-10 iunie la Kiev în Ucraina.

## Rezultate

### Masculin
| Probă             | Aur                                                                          | Argint                                                               | Bronz                                                                         |
| Spadă             | Géza Imre (HUN)                                                              | Martin Schmitt (GER)                                                 | Michael Kauter (SUI) · Jean-Michel Lucenay (FRA)                              |
| Spadă pe echipe   | Franța Fabrice Jeannet Jérôme Jeannet Jean-Michel Lucenay Ulrich Robeiri     | Ungaria Gábor Boczkó Géza Imre Iván Kovács Krisztián Kulcsár         | Italia Stefano Carozzo Diego Confalonieri Alfredo Rota Matteo Tagliariol      |
| Floretă           | Andrea Cassarà (ITA)                                                         | Laurence Halsted (GBR)                                               | Andri Pogrebniak (UKR) · Roland Schlosser (AUT)                               |
| Floretă pe echipe | Italia Andrea Baldini Stefano Barrera Andrea Cassarà Salvatore Sanzo         | Polonia Tomasz Ciepły Radosław Glonek Michał Majewski Sławomir Mocek | Rusia Aleksei Ceremisinov Igor Gridnev Aleksei Hovanski Artiom Sedov          |
| Sabie             | Aliaksandr Buikevici (BLR)                                                   | Aleksei Iakimenko (RUS)                                              | Mihai Covaliu (ROU) · Nicolas Limbach (GER)                                   |
| Sabie pe echipe   | Rusia Aleksei Frosin Nikolai Kovaliov Stanislav Pozdniakov Aleksei Iakimenko | Franța Vincent Anstett Boladé Apithy Julien Pillet Boris Sanson      | Belarus Aliaksandr Buikevici Dmitri Lapkes Valeri Priiomka Aleksei Romanovici |

### Feminin
| Probă             | Aur                                                                                      | Argint                                                                     | Bronz                                                                                     |
| Spadă             | Adrienn Hormay (HUN)                                                                     | Ana Maria Brânză (ROU)                                                     | Bianca Del Carretto (ITA) · Anna Sivkova (RUS)                                            |
| Spadă pe echipe   | România · Simona Alexandru · Ana Maria Brânză · Loredana Iordăchioiu · Iuliana Măceșeanu | Germania Imke Duplitzer Britta Heidemann Marijana Markovic Monika Sozanska | Italia Francesca Boscarelli Cristiana Cascioli Bianca Del Carretto Francesca Quondamcarlo |
| Floretă           | Adeline Wuillème (FRA)                                                                   | Margherita Granbassi (ITA)                                                 | Carolin Golubytskyi (GER) · Małgorzata Wojtkowiak (POL)                                   |
| Floretă pe echipe | Rusia Svetlana Boiko Aida Șanaeva Olha Lobînțeva Viktoria Nikișina                       | Ungaria Edina Knapek Aida Mohamed Virginie Ujlaky Gabriella Varga          | Franța Astrid Guyart Corinne Maîtrejean Mélanie Moumas Adeline Wuillème                   |
| Sabie             | Sofia Velikaia (RUS)                                                                     | Ilaria Bianco (ITA)                                                        | Réka Benkó (HUN) · Ekaterina Fedorkina (RUS)                                              |
| Sabie pe echipe   | Polonia Bogna Jóźwiak Matylda Ostojska Aleksandra Socha Irena Wieckowska                 | Ucraina Olha Harlan Olena Homrova Nina Kozlova Halîna Pundîk               | Franța Cécilia Berder Solenne Mary Anne-Lise Touya Carole Vergne                          |

### Clasament pe medalii
| Loc | Țară         | Aur | Argint | Bronz | Total |
| --- | ------------ | --- | ------ | ----- | ----- |
| 1   | Rusia        | 3   | 1      | 3     | 7     |
| 2   | Italia       | 2   | 2      | 3     | 7     |
| 3   | Ungaria      | 2   | 2      | 1     | 5     |
| 4   | Franța       | 2   | 1      | 3     | 6     |
| 5   | România      | 1   | 1      | 1     | 3     |
| 5   | Polonia      | 1   | 1      | 1     | 3     |
| 7   | Belarus      | 1   |        | 1     | 2     |
| 8   | Germania     |     | 2      | 2     | 4     |
| 9   | Ucraina      |     | 1      | 1     | 2     |
| 10  | Regatul Unit |     | 1      |       | 1     |
| 11  | Austria      |     |        | 1     | 1     |
| 11  | Elveția      |     |        | 1     | 1     |